# Libellago daviesi
Libellago daviesi là loài chuồn chuồn trong họ Chlorocyphidae. Loài này được van Tol mô tả khoa học đầu tiên năm 2007.